# Alois Zucker
Alois Zucker (født 4. juni 1842 i Čkyně (Böhmen), død 1. oktober 1906 i Prag) var en østerrigsk strafferetslærer.
Zucker blev privatdocent i Prag 1870, ekstraordinær professor sammesteds 1874, ordentlig professor 1881. Som skribent beskæftigede Zucker sig særlig med samtidens reformspørgsmål på strafferettens område. Af hans talrige skrifter og afhandlinger skal nævnes: Die Untersuchungshaft vom Standpunkte der oesterreichischen Strafprocessgesetzgebung (I, 1873, II, 1876, III, 1879), Ueber die Behandlung der verbrecherischen und arg verwahrlosten Jugend (1894), Ueber Schuld und Strafe der jugendlichen Verbrecher (1899) og Ueber Strafe und Strafvollzug in Uebertretungsfällen (1905). Et posthumt arbejde af Zucker, Über Kriminalität, Rückfall und Strafgrund (1907), blev udgivet af Alfred Amschl.